# Dichagyris nystromi
Dichagyris nystromi là một loài bướm đêm trong họ Noctuidae.